# Districte d'Alwar

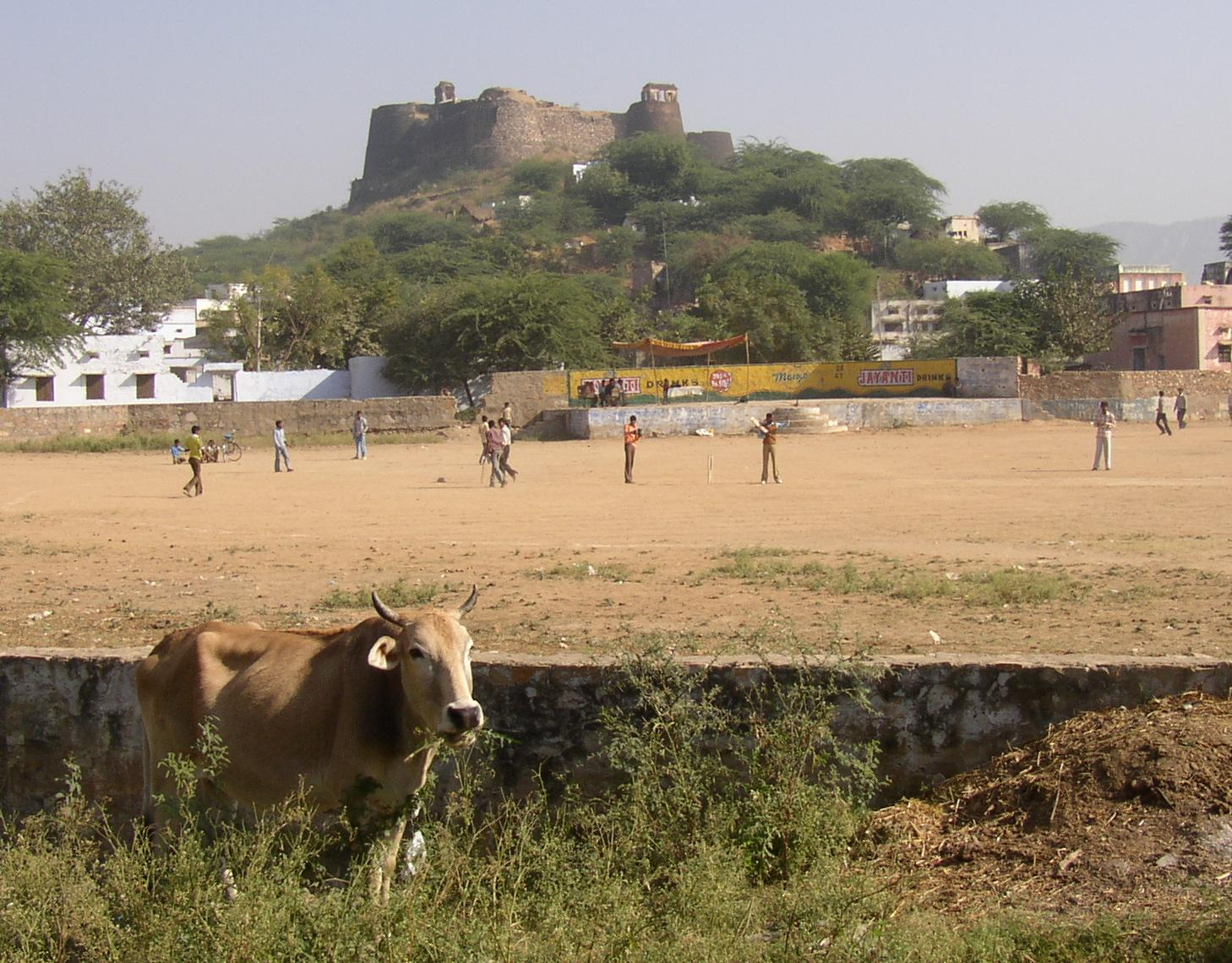
Fort a Thanagazi

El districte d'Alwar és una divisió administrativa del Rajasthan, a l'Índia, amb capital a Alwar (ciutat). La superfície és de 8380 km² i la població (2201) de 2.990.862 habitants.
Alwar formava un principat de l'Índia sota protectorat britànic (vegeu Alwar), que va decidir accedir a l'Índia en la partició de 1947 i el 18 de març del 1948 i es va fusionar amb els veïns Bharatpur, Dholpur i Karauli per formar l'Agència de Matsya o Unió de Matsya que al seu torn es va unir a l'Índia. El 15 de maig de 1949 fou unida amb altres principats i a l'antic territori britànic d'Ajmer-Merwara per formar l'estat de Rajasthan. El districte correspon a grans trets a l'antic principat.
La reserva de tigres de Sariska es troba en aquest districte. El riu principal és el Arvari.
Està dividit en dotze tehsils: 
- Thanagazi

- Umren

- Rajgarh

- Reni

- Laxmangarh

- Kathumar

- Ramgarh

- Tijara

- Kotkasim

- Kishangarh Bas

- Mundawar

- Bansur

- Behror

- Neemrana

Hi ha 14 Panchayat Samiti; en total són 1946 pobles habitats i 45 despoblats. El nombre de viles és de 9.